# Metrik (Netzwerk)
Im Netzwerkbereich definiert die Metrik ein numerisches Maß für die Güte einer Verbindung bei Verwendung einer bestimmten Route. Das Maß kann durch Bewertung oder durch Messung bestimmt sein.
Mit Güte können dabei alle die Wahl beeinflussenden Faktoren gemeint sein. Meistens bezieht sich der Wert auf die zur Verfügung stehende Datenübertragungsrate, die Verbindungsqualität oder die anfallenden monetären Kosten. Es können aber auch die Verzögerung, Last, MTU, Verlässlichkeit und der Hop Count berücksichtigt werden. Die verwendete Metrik entscheidet, ob ein hoher oder ein niedriger numerischer Wert die Qualität der Route bestimmt. Beispielsweise werden bei Berücksichtigung der Datenübertragungsrate hohe Werte bevorzugt. Gibt die Metrik jedoch die monetären Kosten einer Route an, wird man einen niedrigen Wert bevorzugen. Existieren mehrere mögliche Routen zum Ziel, kann durch die Metrik bestimmt werden, welche dieser Routen für die Verbindung verwendet wird.

## Kategorien
Netzwerk-Metriken werden insbesondere danach unterschieden, wie sich der Wert einer Metrik entlang eines Pfades aus den Einzelmetriken entlang dieses Pfades berechnet. Hierbei wird unterschieden zwischen additiven, multiplikativen und konkaven Metriken.
Sei {\displaystyle d(n_{i},n_{j})} eine Metrik für eine Verbindung zwischen den Netzwerkknoten {\displaystyle n_{i}} und {\displaystyle n_{j}}, und sei {\displaystyle p=(n_{1},n_{2},...,n_{m})} ein Pfad zwischen den Knoten {\displaystyle n_{1}} und {\displaystyle n_{m}}. Dann sind die genannten Metriken wie folgt definiert:
- Additiv: {\displaystyle d(p)=d(n_{1},n_{2})+d(n_{2},n_{3})+\ldots +d(n_{m-1},n_{m})} (z. B. {\displaystyle d={\text{Übertragungsverzögerung}}})
- Multiplikativ: {\displaystyle d(p)=d(n_{1},n_{2})\times d(n_{2},n_{3})\times \ldots \times d(n_{m-1},n_{m})} (z. B. {\displaystyle d=1-{\text{Verlustwahrscheinlichkeit}}})
- Konkav: {\displaystyle d(p)=\min {(d(n_{1},n_{2}),d(n_{2},n_{3}),\ldots ,d(n_{m-1},n_{m}))}} (z. B. {\displaystyle d={\text{Bandbreite}}})

## Routingtabelle
Ein Beispiel für die Verwendung der Metriken sind Routingtabellen, welche zur Wegfindung beim Routing eingesetzt werden. Hierbei wird anhand der Metrik entschieden, welche von mehreren in Frage kommenden Verbindungen verwendet werden soll. Je nach eingesetzter Metrik ist dies normalerweise der niedrigste (z. B. Übertragungsverzögerung) bzw. höchste (z. B. Bandbreite) Wert.
```
 Kernel IP routing table
 Destination     Gateway         Genmask         Flags Metric Ref    Use Iface
 91.198.174.2    192.168.0.254   255.255.255.255 UGH   3      0        0 eth0
 91.198.174.2    172.16.0.254    255.255.255.255 UGH   6      0        0 wlan0
 192.168.0.0     0.0.0.0         255.255.255.0   U     0      0        0 eth0
 172.16.0.0      0.0.0.0         255.255.0.0     U     0      0        0 wlan0
 0.0.0.0         172.16.0.254    0.0.0.0         UG    0      0        0 wlan0
```

In diesem Beispiel gibt es zwei Netzwerkschnittstellen (Spalte Iface), eth0 (kabelgebunden) und wlan0 (Wireless LAN). Für die IP-Adresse 91.198.174.2 gibt es zwei spezielle Hostrouten. Diese Hostrouten sind Wege zu einem einzigen Rechner, wohingegen sogenannte Netzrouten einen Weg zu einem Netzbereich weisen, also zu einer Gruppe von Rechnern. Der erste Eintrag mit Metrikwert 3 besagt: Falls ein Weg zu der IP-Adresse 91.198.174.2 gesucht wird, versuche die Datenpakete über die Schnittstelle namens eth0 (Kabel) zu senden. Der zweite Eintrag mit Metrikwert 6 enthält jedoch die Anweisung, sie über Schnittstelle wlan0 (Wireless LAN) zu senden. Es gibt also zwei – bis auf den Wert für die Metrik – gleichlautende Einträge, die mögliche Wege zu demselben Ziel beschreiben. Anhand des Werts wird nun gewählt, welche Schnittstelle zum Senden vorrangig benutzt werden soll. In dem Beispiel würden alle Pakete, die nicht für eins der beiden lokalen Netzwerke (dritter und vierter Eintrag) bestimmt sind, über das Wireless LAN an das Standardgateway (letzter Eintrag) weitergeleitet werden, außer es handelt sich um das Ziel mit der IP-Adresse 91.198.174.2, dann würde zuerst versucht werden, den Weg über das Kabel zu nehmen, da dort der Wert der Metrik geringer ist.
Befehl zum Setzen einer Route mit Metrikwert 1:
```
ip route add 91.198.172.2 via 192.168.0.254 metric 1 dev eth0
```

(bei GNU/Linux, Windows benutzt möglicherweise eine leicht abweichende Syntax)
Der Wertebereich einer Metrik kann stark variieren, da zur Ermittlung der besten Route nur relative Werte von Bedeutung sind. So liegen die erlaubten Werte für die Metrik beim Routingprotokoll EIGRP zwischen 0 und {\displaystyle 2^{32}-1} (= 4.294.967.295). Beim Routing mit Microsoft Windows XP geht der Wertebereich dagegen nur von 1 bis 9.999.